# Pollancre
|  | Per a altres significats, vegeu «xop (atuell)». |

|  | Per a altres significats, vegeu «Populus nigra». |

Els pollancres, pollancs, polls o xops són arbres del gènere Populus, inclouen diverses espècies relacionades com els àlbers i els pollancres tropicals (turanga).
El 15 de setembre de 2006, la revista Science va publicar el primer esborrany del genoma de Populus trichocarpa, del qual s'havien identificat més de 45.000 gens. La seqüenciació del genoma va fer-se en el Joint Genome Institute i és el primer arbre del qual se'n va fer la seqüenciació completa.

## Característiques
Els pollancres són arbres caducifolis que canvien el color de les fulles abans que caiguin a la tardor. La majoria, especialment el pollancre trèmol, tenen fulles amb llargs pecíols que fan que es moguin fàcilment amb el vent. Són arbres de molt ràpid creixement, sobretot els híbrids, (en quinze anys ja es poden tallar) quan tenen suficient aigua disponible, per això es planten en llocs al costat de corrents d'aigua o amb la capa freàtica alta com és el cas de les pollancredes de la riba del riu Tordera. Tenen diversos enemics naturals, entre d'altres el corc del pollancre que ataca sobretot arbres joves.

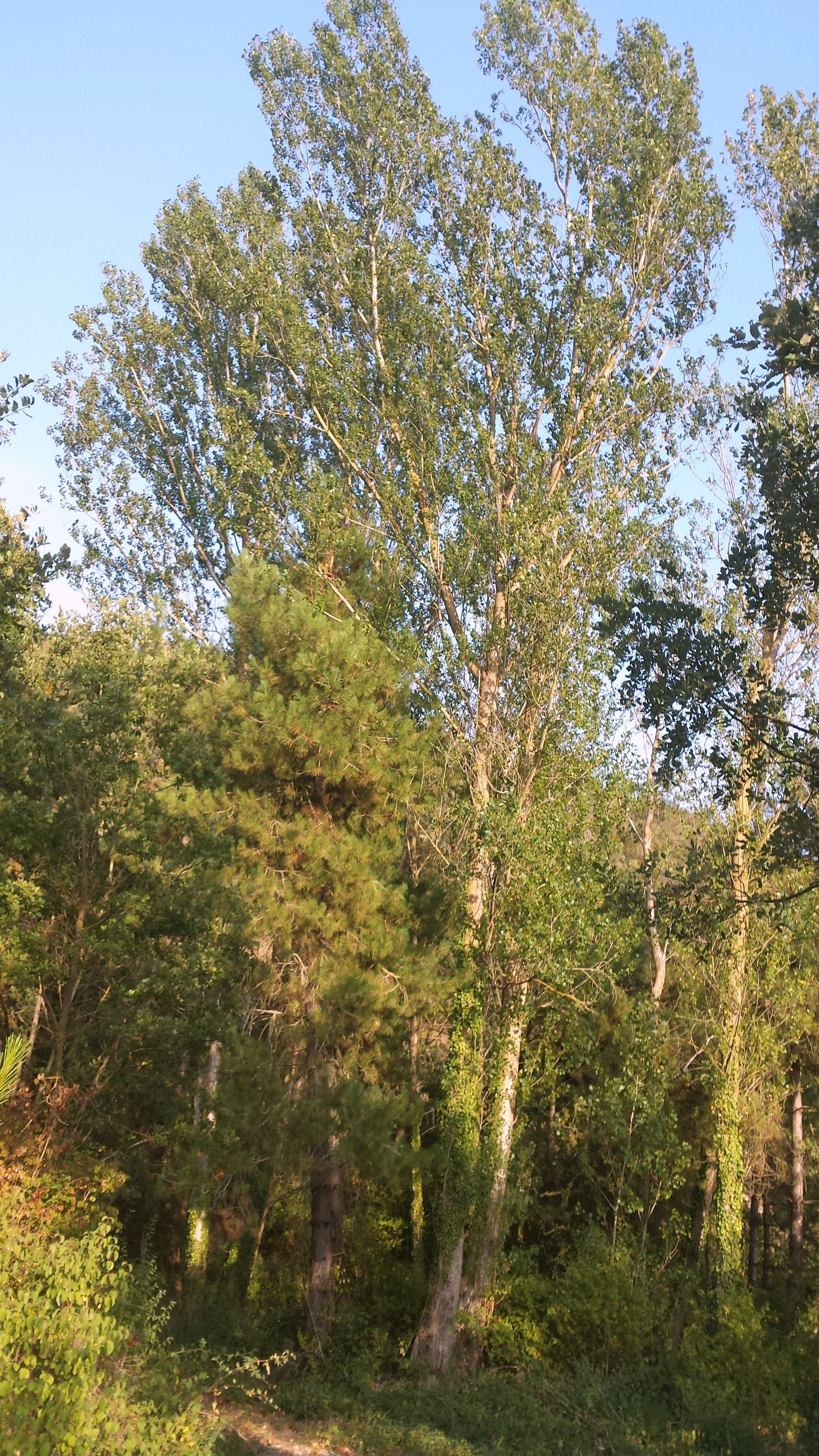
Els pollancres són el doble d'alts que els pins (Pinus nigra)

## Classificació
- Secció Abaso (Mèxic)
  - Populus guzmanantlensis (Mèxic)[5]

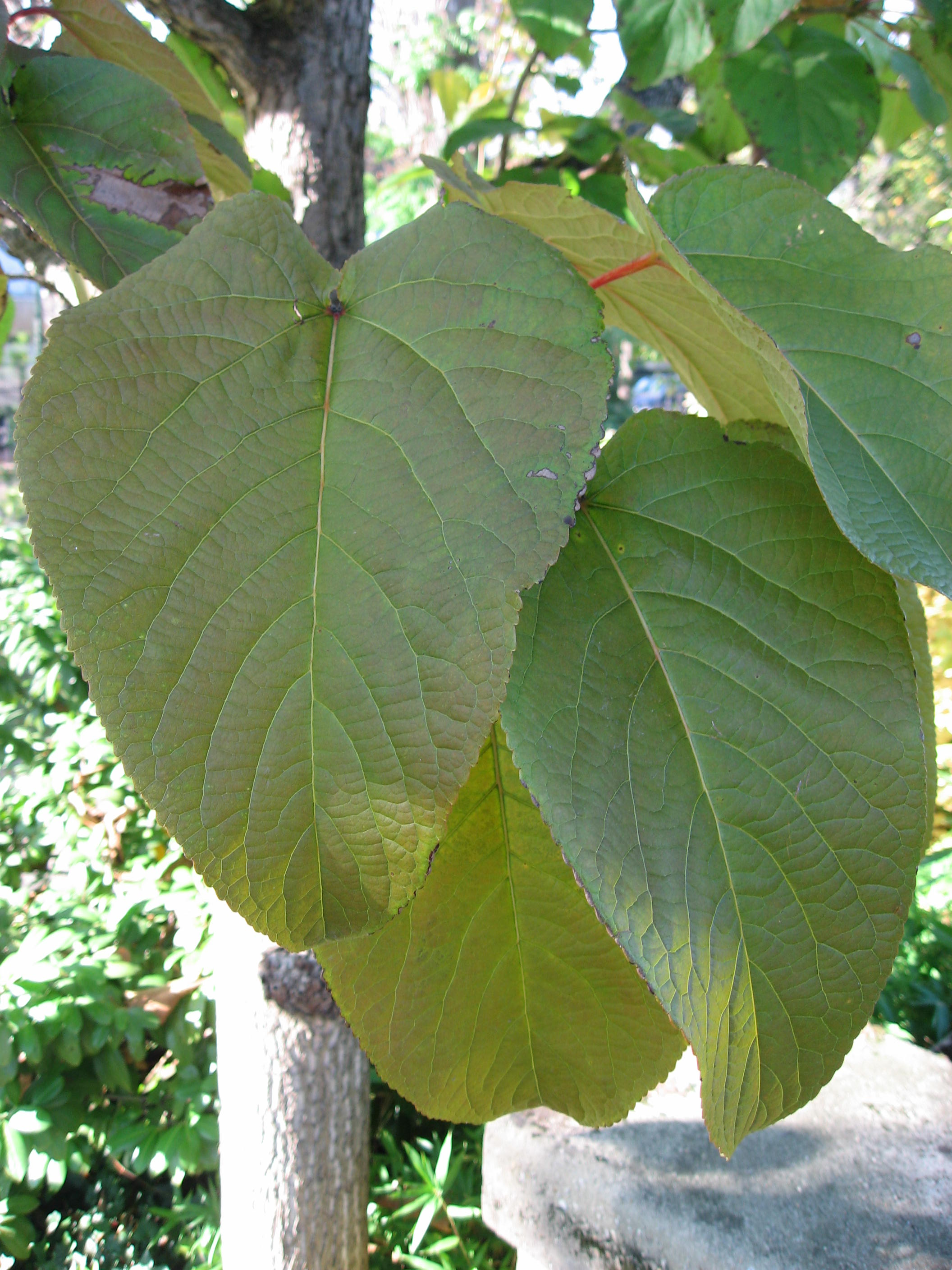
Fulles de Populus lasiocarpa

  - Populus mexicana, sinònim de Populus fremontii, (oest de Nord-amèrica)[6]
- Secció Aegiros
  - Carolina (Populus deltoides) (est de Nord-amèrica)[7]

- - Pollancre (Populus nigra)[8][9][10] (Europa), situat aquí per l'ADN nuclear; cpDNA el situa a la secció Populus
    - Pollancre del Canadà (P. deltoides × P. nigra) - híbrid[11]
    - Populus × inopina (P. nigra × P. fremontii) - híbrid[12]
- Secció Leucoides
  - Àlber de fulles polimorfes (Populus heterophylla) (sud-est de Nord-amèrica)[13]
  - Populus lasiocarpa (est d'Àsia)[14]
  - Populus wilsonii (est d'Àsia)[15]
- Secció Populus
  - Populus adenopoda (est d'Àsia)[16]
  - Àlber (Populus alba) (sud d'Europa i l'Àsia central)[17]
    - Àlber gris (P. alba × P. tremula) - híbrid
    - Populus spp. X (Nord-amèrica)

  - Populus davidiana (est d'Àsia)
  - Populus grandidentata (est de Nord-amèrica)
  - Populus sieboldii (est d'Àsia)
  - Trèmol (Populus tremula) (Europa, nord d'Àsia)
  - Trèmol americà (Populus tremuloides)(Nord-amèrica)
- Secció Tacamahaca
  - Populus angustifolia (centre de Nord-amèrica)
  - Àlber balsàmic (Populus balsamifera) (nord de Nord-amèrica) (= P. candicans, P. tacamahaca)
  - Populus cathayana (nord d'Àsia)
  - Populus koreana (nord-est d'Àsia)
  - Populus laurifolia (Àsia central)
  - Populus maximowiczii (nord-est d'Àsia)
  - Pollancre perera (Populus simonii) (nord-est d'Àsia)
  - Populus suaveolens (nord-est d'Àsia)
  - Populus szechuanica (nord-est d'Àsia), situat aquí per l'ADN nuclear; cpDNA el situa a la secció Aigeiros
  - Populus trichocarpa (oest de Nord-amèrica)
  - Populus tristis (nord-est d'Àsia), situat aquí per l'ADN; cpDNA el situa a la secció Aigeiros
  - Populus ussuriensis (nord-est d'Àsia)
  - Populus yunnanensis (est d'Asia)
- Secció Turanga
  - Pollancre d'Elx (Populus euphratica) (nord d'Àfrica, sud-oest i centre d'Àsia)
  - Populus ilicifolia (est d'Àfrica)

## Usos
A voltes és conreat pel seu ràpid creixement i perquè el seu tronc llarg i recte creix en línia vertical, en formacions regulars criades en planters. La seva fusta és de mala qualitat, com ho és en general la de tots els arbres de ràpid creixement. La seva fusta és emprada per fabricar puntals, pasta de paper, mobles lleugers (o una part d'aquests mobles), cadires, banquetes, guies de persianes, etc. Són apreciats com a arbres d'ombra en parcs i passejos. Les seves formacions, rares vegades enterament naturals, s'anomenen pollancredes. Finalment es pot esmentar l'ús de la seva fusta com suport en la pintura.

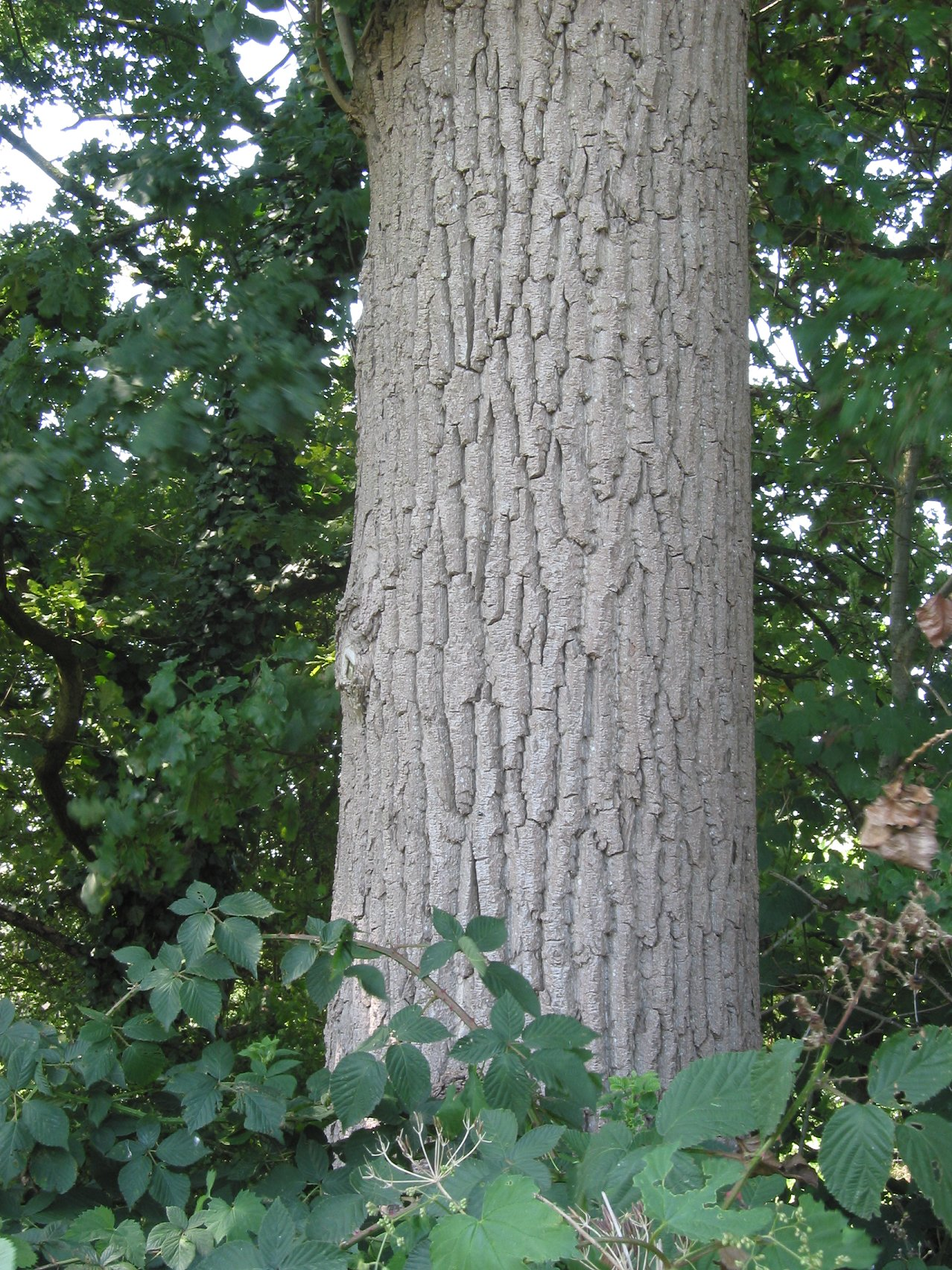
Soca de Populus lasiocarpa

El conreu és difícil pel corc del pollancre, un corc les larves del qual fan molt de mal, sobretot als arbres joves, en excavar galeries profundes que fan la fusta inutilitzable, si l'arbre no en mor. És difícil i onerós combatre'l.